# Cyclops baicalensis
Cyclops baicalensis – gatunek widłonoga z rodziny Cyclopidae; jego status jest wątpliwy – nie jest on akceptowany przez World Register of Marine Species, zaś w bazie GBIF jest traktowany jako synonim Cyclops kolensis kolensis. Nazwa naukowa gatunku została po raz pierwszy opublikowana w 1950 roku przez radziecką hydrobiolog Galinę Anatolewną Wasiljewą.